# 다니엘 뱃슨
다니엘 뱃슨(C. Daniel Batson, 1943년 3월 15일 ~ )은 미국의 사회 심리학자이다. 그는 신학(Princeton Theological Seminary)과 심리학(프린스턴대학교(Princeton University)의 심리학과)의 두 가지 박사 학위를 받았다. 뱃슨(Batson)은 존 M. 달리(John Darley) 밑에서 박사 학위를 취득하고 캔자스 대학교(University of Kansas)에서 가르쳤다. 그는 2006년에 은퇴했으며 현재 테네시 대학교(University of Tennessee) 심리학과의 명예 교수이다. 그는 상호이타주의의 사회심리학, 공감적 관심, 종교심리학의 세 가지 분야에 대한 공헌으로 가장 잘 알려져 있다.

## 같이 보기
- 친숙성의 원칙
- 공감-이타주의 가설